# 点地梅
点地梅（学名：Androsace umbellata），又称地钱草，为报春花科点地梅属下的一个种，又称为喉咙草（江苏、浙江），佛顶珠、白花草、清明花（贵州），天星花（云南）等。分布于中國、朝鲜半岛、日本、菲律宾、越南、缅甸、印度等地。

## 分类及命名
点地梅最早由若昂·德理路在1790年发现于越南和中国，模式标本采集自越南，发表于《交趾支那植物志》（Flora Cochinchinensis），最早归类于茅膏菜属，建立新物种Drosera umbellata，种加词意为「伞形花序的」。
亚历山大·安德烈耶维奇·冯·本格在1833年独立发现了这一物种，归类至点地梅属，命名为Androsace saxifragaefolia，种加词意为「虎耳草状叶」，指其叶与虎耳草类似。
埃尔默·德鲁·美林于1919年在《菲律宾科学学报》（Philippine Journal of Science）上将Drosera umbellata改置于点地梅属，学名因此改为Androsace umbellata。
埃尔默·德鲁·美林认为，点地梅从任何一个角度上讲都不可能被识别为茅膏菜，但根据若昂·德理路描述的形态特征及分布区域，Drosera umbellata只能被认为与Androsace saxifragaefolia是同一物种，且种加词umbellata完全可以用于点地梅属，因此应当按照优先律将点地梅的学名改为Androsace umbellata。

## 扩展阅读
- . 中国植物物种. 昆明: 中科院昆明植物研究所.   [2013-01-18]. （原始内容存档于2016-03-05）.（简体中文）
- 維基物種上的相關：点地梅